# Simon Lizotte
Simon Peter Lizotte (* 17. November 1992 in Bremen) ist ein deutsch-kanadischer professioneller Discgolfer. Er ist seit 2005 Mitglied der Professional Disc Golf Association (PDGA) und hat von insgesamt 260 Turnierteilnahmen 80 Siege errungen. Seine derzeitige Platzierung in den Vereinigten Staaten liegt auf Rang 5. Im Januar 2023 besiegelte er einen zehnjährigen Sponsorenvertrag mit MVP Disc Sports im Wert von über 1 Million US-Dollar jährlich. Lizotte kündigte im August 2023 die Einführung einer neuen Serie von Frisbees („Discs“) namens SimonLine in Zusammenarbeit mit seinem neuen Sponsor an. Vorher hatte er eine zehnjährige Zusammenarbeit mit Discmania Discs. Lizotte betreibt außerdem einen YouTube-Kanal mit über 300 Videos und beinahe 200.000 Abonnenten.

## Jugend und Privatleben
Lizotte wurde in Bremen als Sohn eines Kanadiers und einer Deutschen geboren. Er besitzt die deutsche und die kanadische Staatsbürgerschaft und lebt gemeinsam mit seiner Frau Natalia und seinem Sohn in Shrewsbury, Massachusetts in den Vereinigten Staaten.